# Орлов, Алексей Иванович
Алексе́й Ива́нович Орло́в (1 января 1937, Александровский район, Курская область — 11 декабря 2020, Смоленск, Россия) — председатель Смоленского облисполкома (1987—1991) и народный депутат РФ (1990—1993).

## Биография
Окончил техникум железнодорожного транспорта, Всесоюзный заочный финансово-экономический институт (1970 год).
С 1971 года по 1978 год — сначала первый заместитель председателя, а затем председатель горисполкома г. Смоленска.
С 1978 года по 1987 год — секретарь Смоленского обкома КПСС по строительству.
С июня 1987 года по октябрь 1991 года — председатель Смоленского облисполкома.
С 1988 года по 1989 год — депутат Верховного Совета РСФСР, председатель Планово-бюджетной комиссии Верховного Совета.
С 1990 года по 1993 год — народный депутат РФ (Вяземский округ № 683), одновременно член Совета Республики Верховного Совета РФ и заместитель председателя Комитета по строительству и архитектуре и жилищно-коммунальному хозяйству Верховного Совета РФ.
Умер 11 декабря 2020 года в Смоленске.

## Награды
- Почётный гражданин Смоленской области (18 декабря 2020) — за особые заслуги перед Смоленской областью в сфере государственного управления, многолетний самоотверженный труд, большой личный вклад в социально-экономическое развитие Смоленской области
- Орден Трудового Красного Знамени
- Орден «Знак Почёта»
- Медаль «За доблестный труд. В ознаменование 100-летия со дня рождения Владимира Ильича Ленина»
- Почётная грамота Президиума Верховного Совета РСФСР
- Заслуженный строитель Российской Федерации
- Почётный гражданин Смоленска[2]